# Persoonsidentiteit

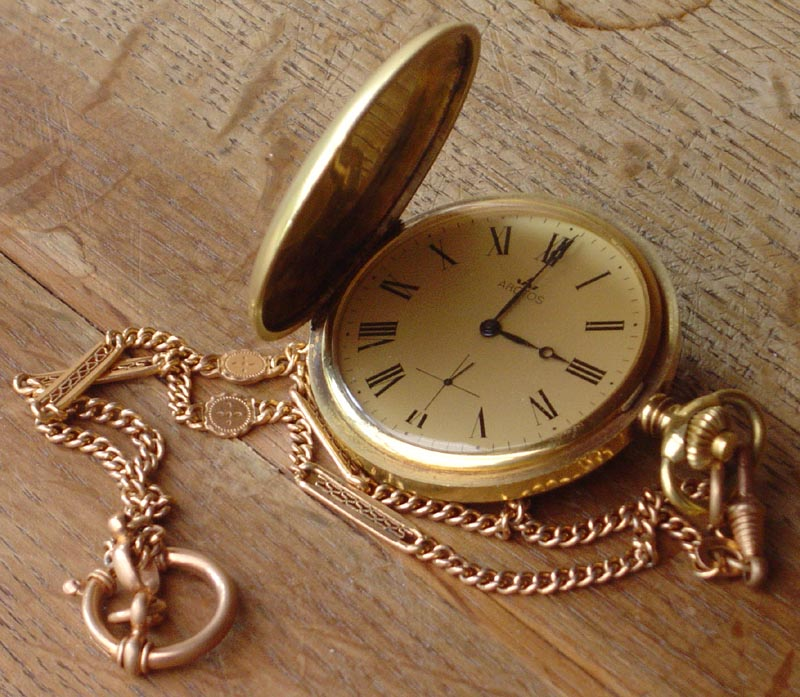
De centrale vraag bij persoonsidentiteit: hoe komt het dat een persoon door de tijd heen dezelfde persoon is?

Persoonsidentiteit is het geheel van eigenschappen die een persoon op twee verschillende tijdstippen tot dezelfde persoon maken en onderscheiden van andere personen. Identiteit (ontleend uit het Latijnse identitas, de/hetzelfde zijn) als filosofisch begrip is het feit dat een subject een individu is dat zich onderscheidt van alle anderen (uniekheid of synchrone identiteit) en daarbij in de loop van de tijd hetzelfde blijft (diachrone identiteit). Deze onderscheidende kenmerken zijn niet de psychologische en sociale identiteit.
Het fenomeen van persoonsidentiteit vormt een klassiek probleem in de filosofie van de geest, in de zin dat filosofen er niet in slagen uit te leggen hoe het nu net komt dat een persoon op twee verschillende tijdstippen dezelfde persoon is; men blijkt niet in staat het principe achter deze persoonsidentiteit aan te duiden of uit te leggen.
Het probleem van persoonsidentiteit is een veelbesproken probleem in de hedendaagse filosofie, voornamelijk in de analytische filosofie. Dit betekent niet dat het niet bij andere filosofen voorkomt. Zo spraken ook vele vroegere filosofen al over dit probleem, zoals John Locke, David Hume en Thomas Reid. Het probleem was al bekend als de paradox van het Schip van Theseus. Ook komt het voor in de werken van meer continentale filosofen, in de psychoanalyse alsook in vele oosterse filosofieën.

## Het probleem van persoonsidentiteit en het zelf
Het probleem van persoonsidentiteit gaat om de vraag naar hoe het komt dat een persoon dezelfde persoon zal en kan zijn als de persoon op een ander tijdstip. Het gaat er dus om dat het onduidelijk is dat we dezelfde persoon blijven ondanks de talloze veranderingen, zowel in het eigen geval als dat van anderen. Technisch geformuleerd gaat het om de vraag waarop we ons baseren wanneer we stellen dat iemand numeriek identiek is door de tijd heen. Persoonsidentiteit is dus geen psychologisch vraagstuk in de zin dat het vraagt naar de aard van ons karakter, geen vraag over de eigenheid van de mens zelf (personhood) tegenover het dier, noch is het een ethische vraag naar de aard van de mens (of hij al dan niet goed van nature is of niet).
De vraag naar de persoonsidentiteit laat zich opsplitsen in twee delen:
- De epistemologische vraag: hoe kan ik weten of iemand dezelfde persoon is?
- De ontologische vraag: wat maakt persoon X numeriek identiek door de tijd heen?

Naast de vraag naar het fundament van deze identiteit, dit zelf, zijn er ook vele vragen mogelijk naar de aard van dit zelf. Voorbeelden hiervan zijn de vraag naar wat dit zelf nu net inhoudt, wanneer dit zelf ontstond en wat ermee gebeurt nadat de persoon in kwestie sterft.
Het probleem rond de persoonsidentiteit is niet louter een formeel probleem, maar kan verregaande gevolgen hebben. Als men er niet op een adequate manier in slaagt deze persoonsidentiteit te funderen of als men tot de conclusie komt dat iets als persoonsidentiteit eigenlijk niet bestaat, dan zet dit bijvoorbeeld morele verantwoordelijkheid op het spel. Hoe kan iemand immers nog verantwoordelijk zijn voor een daad die hij gisteren heeft gesteld, als hij toen niet dezelfde persoon is als nu? Zonder persoonsidentiteit kan men niet stellen dat hij die misdaad heeft gedaan. Daarnaast is het ook belangrijk voor bijvoorbeeld iets als bezit, want als men niet kan stellen dat de persoon die het nu heeft dezelfde persoon is die het kocht, dan kan men eigenlijk niet spreken over legitiem bezit. Op levensbeschouwelijk vlak is het dan weer een cruciale vraag voor onderwerpen als zelfinteresse, liefde (van wat hou ik als ik van één bepaald persoon hou?), onsterfelijkheid en leven na de dood.

### Het schip van Theseus
Het probleem rond de identiteit van een persoon, maar ook van een object is al heel vroeg vastgesteld. Zo vindt men in het werk Theseus van Plutarchus het verhaal terug van het schip van Theseus (een zeeheld uit de Griekse mythologie, een van de Argonauten), waarvan alle onderdelen in de loop van de tijd vervangen zijn. De vraag hierbij is nu of dit schip nog hetzelfde schip is als het oorspronkelijk was. Spontaan zou men geneigd zijn te zeggen dat dit nog steeds hetzelfde schip is; als men echter weet dat alle onderdelen inmiddels veranderd zijn, wordt dit problematisch. Dit staat daarom ook bekend als de paradox van het Schip van Theseus. Ook vindt men dit probleem al terug in de werken van Plato, en het zal door de hele geschiedenis voer voor filosofen blijven. Sommigen ervan zullen beweren dat het hetzelfde schip is, anderen dan weer niet.
De moderne Engelse filosoof Thomas Hobbes (1588 – 1679) zou de zaak nog gecompliceerder maken: wat als men de oorspronkelijke onderdelen verzamelt en er het schip mee reconstrueert. Is dat schip dan wel of niet het schip van Theseus? Dan zijn er echter twee schepen van Theseus, wat absurd is.
Pas in het werk van de Engelse filosoof John Locke (1632 – 1704) werd de aandacht gericht op deze paradox bij de mens zelf: wat maakt dat een mens hetzelfde is, zelfs als zijn hele lichaam in de loop van de tijd veranderd is?

### Gedachte-experimenten
Iets wat veel voorkomt in de discussies rond de vraag naar persoonsidentiteit is het gebruik van gedachte-experimenten. Een oorspronkelijk gedachte-experiment was al terug te vinden bij John Locke als tegenargument voor de oplossing van persoonsidentiteit door continuïteit van het lichaam. Locke stelt dat men kan indenken dat iemands hele denken, zijn ziel, wordt overgezet in een ander lichaam zonder daarbij zijn identiteit te verliezen.
Bij vele moderne auteurs zullen ook gelijkaardige gedachte-experimenten verschijnen. Het grote verschil is wel dat men niet meer spreekt over de transplantatie van de ziel, maar eerder een (gedeeltelijke) transplantatie van de hersenen. Vele hedendaagse filosofen zijn immers materialist en ontkennen het bestaan van een ziel. Een voorbeeld van zo'n gedachte-experiment is het hypothetisch geval van iemand wiens hersenen zijn overgebracht op een ander lichaam. De ontvanger van deze hersenen zal daarna dan denken dat hij het is die de herinneringen en het leven van de donor had. Een ander voorbeeld, dat meer in de richting van sciencefiction gaat, is het geval waarbij iemand door een teletransporter gaat en op de ene plek dus wordt afgebroken en op de andere terug opgebouwd. Daar worden dan zijn herinneringen en karakter in het nieuwe lichaam "gedownload". De vraag bij beide gevallen is nu of deze personen al dan niet identiek zijn met de personen voor de transplantatie of voor de teletransportatie.
De Britse filosoof David Wiggins stelt nog een problematischer gedachte-experiment voor: stel je voor dat iemands beide hemisferen naar twee verschillende personen toegaat. Men heeft hier dus als resultaat niet een nieuw persoon, waar men moet uitmaken of het dezelfde persoon is, maar twee personen. Dit is problematisch, want het is logisch niet consistent te zeggen dat twee personen dezelfde persoon zijn als de oorspronkelijke donor; het zijn immers twee personen en niet een. Deze voorbeelden vormen dus een probleem voor de psychologische benaderingswijze, zoals bij Locke en Hume.
Een ander interessante vraag die deze gedachte-experimenten oproepen is wat voor een relatie de huidige persoon heeft tegen eventuele toekomstige zelven, na zo'n transplantatie of teletransportatie. Moet ik bijvoorbeeld in het laatste geval evenveel geven om de toekomst van de beide personen die met mijn hersens rondlopen, zelfs als ik niet kan zeggen dat ik identiek ben met deze personen? Deze vragen komen sterk naar voren in het werk Reasons and Persons (1984) van Derek Parfit waarin hij verscheidene van deze gedachte-experimenten voorstelt en bespreekt. Een voorbeeld:
"I enter the Teletransporter. I have been to Mars before, but only by the old method, a space-ship journey taking several weeks. The machine will send me at the speed of light. I merely have to press the green button. Like others, I am nervous. Will it work? I remind myself what I have been told to expect. When I press the button, I shall lose consciousness, and then wake up at what seems like a moment later. In fact I shall have been unconscious for about an hour. The Scanner here on earth will destroy my brain and body, while recording the exact states of all my cells. It will the transmit this information by radio. Traveling at the speed of light, the message will take three minutes to reach the Replicator on Mars. This will create, out of new matter, a brain and body exactly like mine. It will be in this new body that I shall wake up. [...] Several years pass, during which I am often Teletransported. I am now back in the cubicle, ready for another trip to Mars. But this time, when I press the green button, I do not lose consciousness. There is a whirring sound, then silence. I do not lose consciousness. I leave the cubicle, and say to the attendant: “It’s not working. What did I do wrong?” "It’s working,” he replies, handing me a printed card. This reads: “The New Scanner records your blueprint without destroying your brain and your body. We hope that you will welcome the opportunities which this technical advance offers. The attendant tells me that I am one of the first people to use the New Scanner. He adds that, if I stay for an hour, I can use the Intercom to see and talk to myself on Mars. [...] The attendant latter calls me to the Intercom. On the screen I see myself just as I do in the mirror every morning. But there are two differences. On the screen I am not left-right reversed. And, while I stand here speechless, I can see and hear myself, in the studio on Mars, starting to speak.” 

## Mogelijke standpunten

### Gesloten individualisme
Volgens het gesloten individualisme bestaan er verschillende personen waarvan het volgende geldt:
1. Geheel individu veronderstelling: een persoon is een geheel individu doorheen de tijd: noch scheidingen binnen een persoon, zoals hersenhelften, noch tijd zijn belangrijk.
2. Overleving- en identiteitsveronderstelling: een persoon overleeft zolang er een individu leeft die identiek is aan die persoon.
3. Intrinsieke eigenschappen veronderstelling: de identiteit van een persoon hangt enkel af van eigenschappen van die persoon.
4. Individuatie- en gescheidenheidsveronderstelling: er zijn grenzen die personen van elkaar scheiden.

#### Identiteit van het lichaam
Een mogelijke oplossing van het probleem van persoonsidentiteit is dat men het lichaam aanwijst als fundament. In ons alledaags denken over identiteit spreekt men immers in termen van er hetzelfde uitzien of hetzelfde DNA hebben. In feite verschuift men hier het probleem alleen maar mee, want als men het lichaam aanwijst, moet men nog kunnen antwoorden op de vraag wat nu net de identiteit van het lichaam zelf bewerkstelligt. Een mogelijk antwoord hierop is geformuleerd door Bernard Williams: de identiteit bestaat in de ruimtelijke en temporele continuïteit van het lichaam. Men kan als het ware iemands lichaam doorheen zijn leven volgen, ononderbroken, zelfs al veranderen sommige eigenschappen van dat lichaam.
Vanaf de jaren 1990 zijn er vanuit andere hoek ook voorstanders voor een meer biologische of lichamelijke benadering gekomen. Dit staat gekend onder de noemer van het animalisme, en wordt onder andere vertegenwoordigd door Eric Olson en David Wiggins. Voorstanders van deze benadering leggen sterk de klemtoon op het feit dat de mens al bij al slechts een dier is, en niet iets meer. Ze stellen dat de alternatieve theorieën allemaal vertrekken van een soort superioriteitsgevoel van de mens zelf: zij vertrekken immers allemaal van de premisse dat de mens meer is dan louter zijn lichaam. Dit is volgens animalisten onhoudbaar en daarom verwerpen ze ook de psychologische benaderingen. Iemand als David Wiggins stelt het volgende criterium voor:
"x is a person if and only if x is an animal falling under the extension of a kind whose typical members perceive, feel, remember, imagine, desire, make projects [...] have, and conceive of themselves as having, a past accessible in experience-memory and a future accessible in intention, [...], etc."

##### Kritiek
Zielsverhuizing of hersentransplantatie
De filosoof John Locke verwierp de bovenstaande oplossing oorspronkelijk omdat hij het mogelijk vond dat de ziel van een persoon overgeplaatst zou kunnen worden naar een ander lichaam, waarbij het desondanks nog dezelfde persoon zou zijn. Moderne varianten spreken echter zoals eerder vermeld in termen van hersentransplantaties en teletransporters. Daarnaast moeten ze een oplossing bieden voor het geval waarbij iemands hersenen gedeeld worden naar twee personen of het geval van de teletransporter waar iemands lichaam eigenlijk helemaal vervangen wordt.

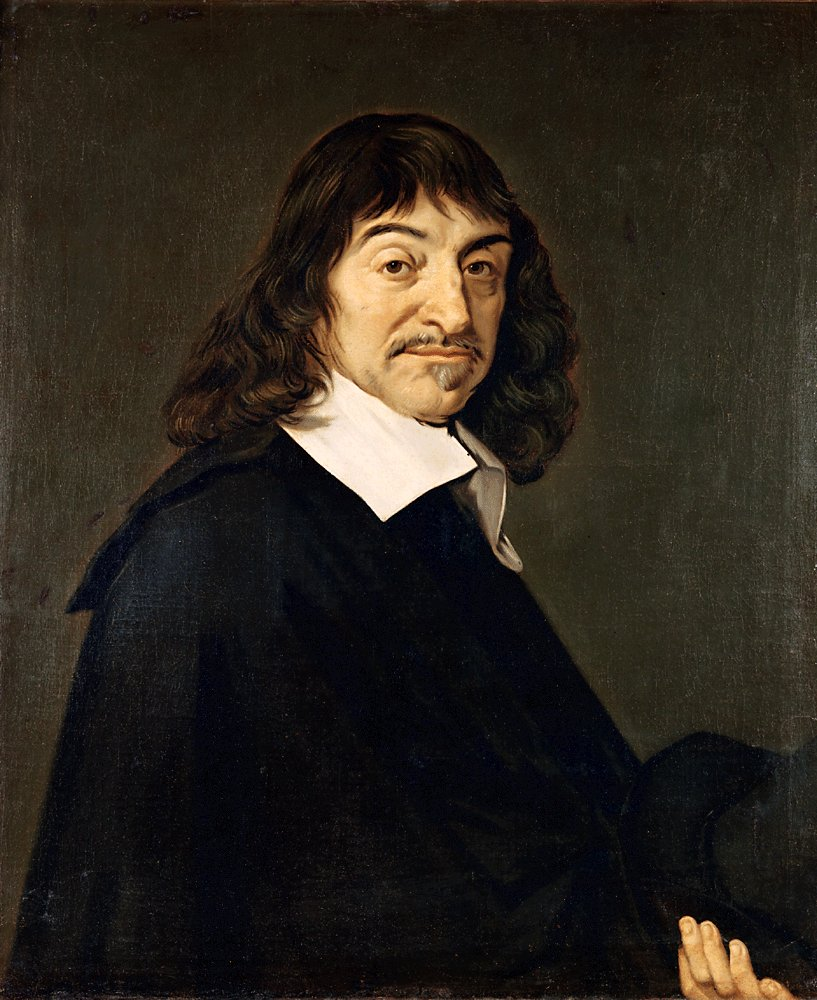
René Descartes stelde dat de identiteit van de mens voortkwam uit de ziel die hij heeft

#### Identiteit van het Metafysisch Ego
Een andere oplossing is niet het lichaam als fundament aanwijzen, maar de geest. Een filosoof als René Descartes bijvoorbeeld zal stellen dat de mens niet gelijk is aan zijn lichaam, maar net dat het meest eigene van de mens in zijn denken ligt, en dus dat een mens eigenlijk een immateriële substantie is. Het lichaam wordt hierbij dan opgevat als een machine in functie van deze substantie, zoals een ruiter zijn paard bestuurt. Descartes komt dit vooral op het spoor via introspectie en cartesiaanse twijfel. Na alle twijfel blijft er toch nog het feit over dat er een denkend ding is, en dit is volgens Descartes dit metafysisch Ego. Een ander filosoof die hiermee wordt geassocieerd, is de Duitse filosoof Gottfried Leibniz die eveneens het Zelf opvatte als een immateriële substantie. Concreter zag hij de wereld opgebouwd uit monaden, een soort spirituele substanties, en elke mens was fundamenteel gelijk aan zo'n monade. Deze positie is in het algemeen nauw verbonden met een dualisme tussen het lichaam en een aparte substantie, die ziel anderzijds. Leibniz gaat in zekere zin nog verder, en stelt een parallellisme voor als oplossing voor het lichaam-geestprobleem. De filosoof Thomas Reid, ook een voorstander van deze benadering, verwoordt het als volgt:
My personal identity [...] implies the contiunued existence of that indivisible thing that I call myself. Whatever this self may be, it is something which thinks, and deliberates, and resolves, and acts, and suffers. I am not thought, I am not action, I am not feeling; I am something that thinks, and acts, and suffers.
Het voortbestaan van een persoon door de tijd heen hangt dus af van het voortbestaan van deze immateriële substantie. Op de vraag wat deze immateriële ziel nu net inhoudt, antwoorden voorstanders van deze positie vaak dat de identiteit van dit soort entiteit eenvoudig en niet verder analyseerbaar is. De voordelen van deze oplossing tegenover de andere benaderingen is dat zij niet hoeft te verklaren hoe een persoon nog dezelfde kan zijn, zelfs als er dingen aan zijn lichaam of aan zijn psychologie veranderen. Er is een onveranderbaar en ondeelbaar Ego in het lichaam waarbinnen de ervaringen zich afspelen. Het criteria van persoonsidentiteit is duidelijk en vast afgelijnd: of je hebt dit Ego en je bent die persoon, of je hebt dit Ego niet, en dus ben je ook die persoon niet.

##### Kritiek
Niet te observeren
Een kritiek hierop is geformuleerd door David Hume. Hij stelt, geheel in de lijn met zijn empirisme, dat als men een persoon van dichtbij bekijkt, men wel handelingen, gedachten, gevoelens en dergelijken ziet. Wat men echter niet kan terugvinden is zo'n "metafysisch Ego" waarover Descartes lijkt te spreken. Hume stelt daarentegen dat een psychologische continuïteit genoeg is; zo'n metafysisch Ego is niet nodig. Ook de hedendaagse filosoof Derek Parfit zal op dit punt wijzen.
Regressie
Een andere kritiek, onder andere geuit door Peter Strawson is dat deze oplossing tot een eindeloze regressie zou leiden. Aanhangers van deze oplossing stellen dat de identiteit afhangt van een metafysisch Ego. Niets echter zegt dat dit een eenvoudig Ego is: het kan ook een hele reeks Ego's zijn die dezelfde ervaringen hebben omdat ze altijd samengaan (zoals een legerdivisie). Voorstanders van deze theorie moeten echter, vanwege hun eigen uitgangspunt, stellen dat er een soort super-Ego is die dit veelvoud van Ego's samenhoudt. Eens men echter zo'n super-Ego aanneemt, begint men weer van het begin: dit super-Ego kan weer bestaan uit een reeks Ego's.
Gebrek aan differentiëring
Een andere kritiek komt naar voren in het werk van Bernard Williams. Hij stelt dat in het geval van persoonsidentiteit door een metafysisch Ego het niet mogelijk is tussen de verschillende Ego's enig verschil te vinden. Zo'n Ego staat immers los van elke persoonlijke eigenschappen van het lichaam en de hersenen. Mijn lichaam had evengoed kunnen worden bezet door een ander Ego. Echter, volgens de identiteitswet van Leibniz, zijn zaken die niet verschillen qua eigenschappen identiek. Aldus zou er maar één Ego bestaan die dan in alle mensen zit, wat absurd is. Ook de oplossing door te stellen dat elk Ego iets unieks is met eigen eigenschappen is in zekere zin problematisch, omdat men dan het aantal verschillende entiteiten in het universum enorm laat toenemen.

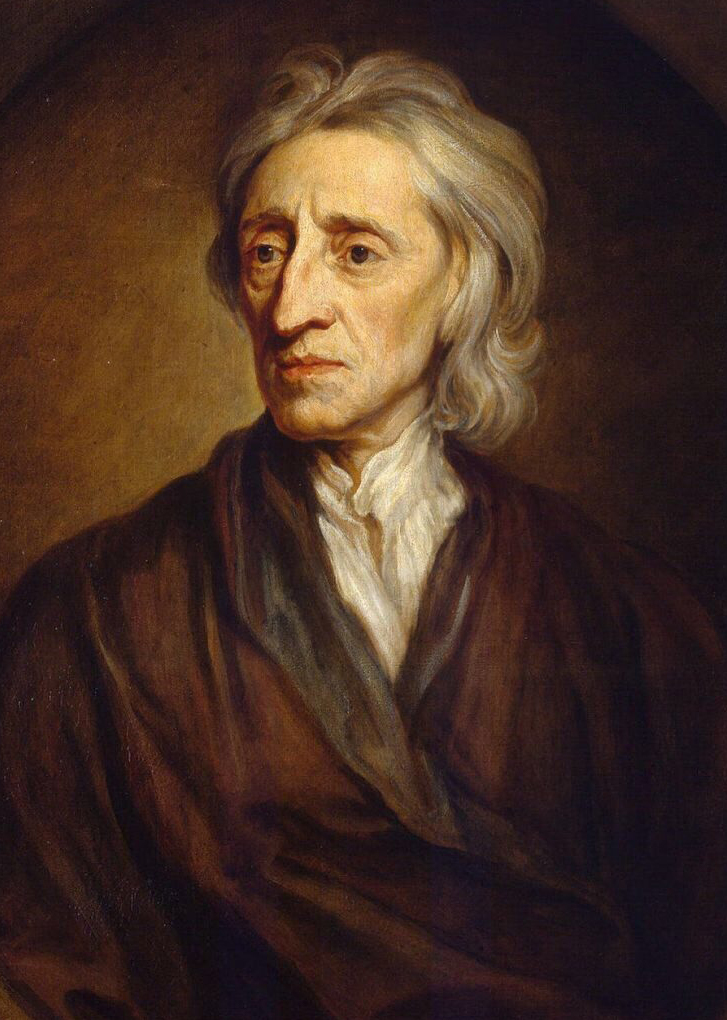
De filosoof John Locke stelde dat persoonsidentiteit samenviel met de gelijkheid van iemands bewustzijn en meer concreter diens herinneringen

#### Identiteit van het denken
John Locke verwierp deze Metafysische Egotheorie in zijn Essay Concerning Human Understanding (1689). Locke stelde dat de identiteit van een persoon bestaat uit de gelijkheid van bewustzijn. Empiristen als Locke of Hume betogen immers dat, als men introspectief naar binnen kijkt bij zichzelf, men geen ik aantreft, maar een complex van bepaalde ervaringen of mentale toestanden. Concreter wordt dan ook vaak gewezen op iets als geheugen als criterium voor persoonsidentiteit: een persoon is dezelfde op twee verschillende tijdstippen als hij dezelfde dingen en ervaringen herinnert. Locke schrijft:
we must consider what person stands for; which, I think, is a thinking, intelligent being, that has reason and reflection, and can consider itself as itself, the same thinking thing in different times and places; which, it does only by that consciousness, which is inseparable from thinking [...] it being impossible for anyone to perceive, without perceiving, that he does perceive. [...] and as far as this consciousness can be extended backwards to any past action or thought, so far reaches the identity of that person.
Een vraag die zo nog wel openblijft is wat deze verscheidene mentale toestanden samenbundelt tot een persoon. Een mogelijke oplossing is te betogen dat deze samenkomen door hun eenheidsrelatie van mentale continuïteit. Twee mentale toestanden behoren dus samen tot een persoon wanneer ze verbonden met elkaar zijn door een mentale continuïteit tussen beide ervaringen of herinneringen. Deze theorie van Locke is een heel populaire oplossing geworden, en door vele hedendaagse filosofen gevolgd. Andere vertegenwoordigers van deze opvatting zijn bijvoorbeeld David Hume en Derek Parfit. Parfit bouwde echter verder op deze theorie, wat resulteerde in een onpersoonlijke persoonsidentiteit.

##### Kritiek
intransitiviteit
Thomas Reid formuleerde hierop een kritiek via het voorbeeld van de moedige officier (brave officer):

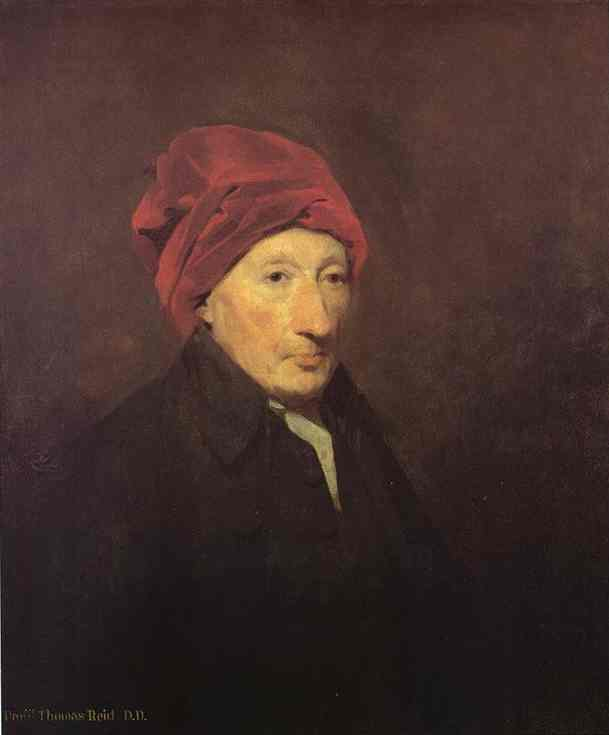
Thomas Reid had kritiek op deze oplossing en wees er bijvoorbeeld op dat deze theorie het principe van transitiviteit schendt

- Een jonge knaap wordt betrapt op het stelen van een appel.
- Een jonge officier herinnert deze slechte daad van zichzelf nog.
- Als oude officier herinnert hij nog de moedige daden in het begin van zijn carrière, maar niet meer het stelen van de appel.

Reid zal stellen dat, mochten we Lockes theorie volgen, men hieruit zou moeten concluderen dat de jonge officier dezelfde persoon is als de jonge knaap, de oude officier dezelfde is als de jonge officier, maar de oude officier niet dezelfde persoon is als de jonge knaap. Dit is echter een contradictie, want de relatie van identiteit wordt immers klassiek opgevat als een transitieve relatie:
{\displaystyle \forall a,b,c\in A:\left(aRb\wedge bRc\right)\implies aRc}
Simpel gesteld geldt dat als a gelijk is aan b, en b gelijk is aan c, dan is a ook gelijk aan c.
Over deze twee (zie ook de volgende) basiskritieken is veel geschreven. Om het geval van Reids moedige officier op te lossen stelde Paul Grice bijvoorbeeld voor dat men niet moet spreken van een gelijkheid van herinneringen, maar van een continuïteit van herinneringen: het leven van een persoon moet opgevat worden als een reeks persoonsstadia. Volgens Grice hoeft dus de oude officier zijn diefstal niet meer te herinneren om over dezelfde persoon te zijn, want identiteit wordt hier opgevat als een soort keten van herinneringen. De oude officier herinnert zich een vroeger stadium van hemzelf als jonge officier, en de jongen officier herinnert zich de jonge knaap, en aldus is ook de oude officier identiek met de jonge knaap.
Circulariteit
Een andere kritiek is geuit door de filosoof Joseph Butler: Lockes theorie hervalt in een circulariteit. De notie van herinnering bevat immers als de notie van persoonsidentiteit in zich. Een herinnering is immers altijd al mijn herinnering.
Een mogelijk uitweg hiervoor is dat men zich niet meer zo fixeert op continuïteit van herinneringen, maar breder spreekt van psychologische continuïteit, waarvan continuïteit van herinneringen slecht een specifiek geval is. Wil men hier dus van persoonsidentiteit spreken, dan moet de persoon in kwestie beschikken over een reeks psychologische relaties tussen de verschillende persoonsstadia. Het gaat hier om continuïteit qua overtuigingen, verlangens, intenties, projecten, karaktertrekken. In zekere zin komt deze verbreding van de continuïteit naar voren als een gedeeltelijke oplossing voor Butlers probleem: niet al deze relaties veronderstellen al een persoonsidentiteit.
Een meer volledige oplossing voor het probleem van de circulariteit is geformuleerd door de filosoof Sydney Shoemaker: men moet het begrip herinnering vervangen door dat van quasiherinnering (quasi-memory). Een persoon quasiherinnert een ervaring of handeling in het verleden als die ervaring op de juiste wijze door de al plaatsgevonden ervaring of de handeling in kwestie is veroorzaakt. Het hoeft dus niet mijn herinnering te zijn, maar ze moet slechts juist veroorzaakt zijn. Theoretisch moeten de herinneringen dus niet van mij zijn om mijn persoonsidentiteit te constitueren, maar in praktijk komt dit alleen zo voor. Een gevolg van deze quasiherinneringen is wel dat men theoretisch moet toelaten dat men quasiherinneringen heeft die op een alternatieve wijze dan gebruikelijk zijn veroorzaakt.
Hersentransplantaties en teletransportatie
Een meer cruciale kritiek op deze oplossing voor het probleem is dat het geen raad weet met bepaalde hypothetische gedachte-experimenten, sterk aanwezig in het werk van Derek Parfit. Zoals eerder vermeld is dit een vaak voorkomend element in de moderne discussies rond dit onderwerp. Stel bijvoorbeeld het geval voor waar iemands hersenen naar een ander persoon wordt overgebracht, dan is het niet meteen duidelijk of dit nog wel dezelfde persoon is. Vooral het extremer voorbeeld van het geval waarbij iemand zijn hersenen naar meerdere nieuwe personen zijn overgebracht is problematisch voor deze theorie. Men kan niet meer over persoonsidentiteit spreken als er meerdere personen met dezelfde identiteit rondlopen.
Actualiteit
Nog een ander probleem voor deze theorie bestaat in de gevallen waarin een persoon aan geheugenverlies lijdt of simpelweg wanneer de persoon in kwestie slaapt. Uit deze oplossing lijkt te volgen dat iemand die zijn geheugen geheel kwijt is (of de herinneringen zijn nu niet actief), niet meer dezelfde persoon is als de persoon ervoor. Dit lijkt een absurde conclusie. Het is niet omdat een persoon slaapt of zijn geheugen kwijt is dat hij dan niet meer dezelfde persoon is.
Een mogelijke oplossing hiervoor is te ontkennen dat er werkelijke gevallen van zo'n geheel geheugenverlies voorkomen. De werkelijk voorkomende versies van geheugenverlies zijn anderzijds wel compatibel met deze theorie, voornamelijk omdat zij hier toch praktisch altijd van herstellen. Daarnaast kunnen vertegenwoordigers van deze theorie er ook op wijzen dat de continuïteit uit meer bestaat dan louter geheugen, waardoor deze tegenwerping niet opgaat. Een meer technische oplossing bestaat er in het introduceren van tegenfeitelijke beschrijvingen van deze herinneringen. Men stelt bijvoorbeeld: als ze geen bloeding had, dan zou ze het herinneren. Een persoon X is dus dezelfde vandaag als de persoon Y op een bepaald moment in het verleden als en slechts als er een mogelijke verbinding is door (quasi-)herinneringen tussen persoon X en persoon Y. Het moeten met andere woorden ook geen actuele herinneringen zijn, maar slechts dispositionele of mogelijke herinneringen.

### Leeg individualisme
De thesis van leeg individualisme of onpersoonlijke persoonsidentiteit is in feite een variant op de vorige oplossing, zij het wel een geradicaliseerde oplossing. Deze is vooral ontwikkeld door de filosoof Derek Parfit in zijn boek Reasons and Persons (1984). In deze theorie wordt persoonsidentiteit volledig gelijkgesteld met mentale continuïteit. In feite bestaat er dus niet zoiets als een persoon, tenminste niet ontologisch. Parfit stelt dat op conceptueel niveau en in het alledaagse taalgebruik men misschien nog wel over personen mag praten, maar op ontologisch niveau moet men inzien dat deze niet bestaan. Parfit zal dan ook stellen dat persoonsidentiteit door de tijd heen geen belangrijk gegeven is, wat ertoe doet is de voorzetten van overtuigingen en projecten. Om zijn visie kracht bij te zetten verwijst hij naar medische voorbeelden van een gespleten brein waarbij er in zekere zin twee verschillende lagen van bewustzijn naar voren komen: experimenten tonen hoe men soms met de ene arm zaken kan aanwijzen terwijl men expliciet zegt niets te zien. Ook verwijst hij naar de filosofie van Boeddha waarin hij een gelijkaardige visie ontdekt.
Gevolgen van deze theorie is dat ze volgens Parfit de angst voor de dood wegneemt. Jouw persoon en jouw projecten worden immers verder gezet door je naaste familie en verwanten, die immers een sterk deel van je mentale continuïteit delen, en in die zin sterk aan je gelijken. Men spreekt hier dan ook over een "familie van zelven". Hij reageert sterk tegen de opvatting al zou zo'n reis door een teletransporter of een opsplitsen van iemands herinneringen en overtuigingen over twee personen even erg als de dood voor die persoon zou zijn. We might say: 'You will lose your identity. But there are at least two ways of doing this. Dying is one, dividing is another. To regard these as the same is to confuse two with zero. Double survival is not the same as ordinary survival. But this does not make it death. It is further away from death than ordinary survival.' 

##### Kritiek
Onbepaald gradueel
De filosoof Peter Geach heeft hier kritiek op geuit. Hij stelt dat men hier geen vaststelling meer kan maken over het feit of iemand al dan niet numeriek identiek is met iemand anders. Het gaat hier immers om graduele relaties: persoon X vandaag is nog dezelfde als persoon Y gisteren in de mate waarin zijn mentale toestanden op elkaar gelijken, en dat verschilt gradueel naarmate de afstand groter wordt. Het is echter onduidelijk waar de grens te stellen: hoeveel percent van iemands mentale moet nog hetzelfde zijn zodat hij nog dezelfde persoon is? Moet men dit bij 50% situeren, of bij 0,01% of bij 99,99%?
Een mogelijke antwoord hierop is te stellen dat dit probleem niet meer relevant is, zoals al eerder vermeld. Parfit zal stellen dat de vraag immers pas opkomt nadat je een onderzoek hebt gedaan in hoeverre de percenten van het mentale overeenkomen, maar eens men dat weet doet de vraag naar persoonsidentiteit er niet meer toe. Alle empirische feiten zijn immers al gekend: men weet welke herinneringen en andere mentale toestanden iemand heeft; het lijkt niet meer nodig nog iets anders te weten.
Zelfbehoud
Een andere kritiek komt naar voren als men erop wijst dat, als er inderdaad niets zoiets als een persoon bestaat, het onduidelijk wordt waarom mensen dan nog wel zoiets als zelfinteresse hebben. Een persoon lijkt toch bepaalde zaken te doen, voor zijn eigen belang. Mochten personen niet bestaan, dan zou er geen eigen belang moeten zijn. Het lijkt er echter wel te zijn, dus moet er ook een persoon zijn.
Een antwoord hierop kan men formuleren door te stellen dat zelfinteresse niet primair in functie staat van het zelf, maar slechts indirect ertoe bijdraagt. Evolutionair kan men er bijvoorbeeld op wijzen dat persoonsidentiteit normaal altijd samenvalt met mentale continuïteit en het voortbestaan van het lichaam. Doordat het organisme zich normaal identificeert met zijn mentale continuïteit, zal hij er ook voor zorgen en dit dient de instandhouding van zijn soort.
Ook kan men het toeschrijven aan gewoontevorming: men is gewoon dat persoonsidentiteit en mentale continuïteit samenvallen; slechts in de extreme gevallen (en gedachte-experimenten) is dit niet zo. We spreken daarom uit gemakzucht over persoonsidentiteit, terwijl we eigenlijk mentale continuïteit op het oog hebben.

### Open individualisme
Volgens het open individualisme bestaat er slechts één allesomvattende identiteit. Het idee dat de grenzen tussen personen metafysisch significant zijn, wordt verworpen. De term is bedacht door filosoof Daniel Kolak, al bestaat deze visie al sinds de tijd van de Upanishaden; tat tvam asi (gij zijt dat) is een voorbeeld. Beroemde aanhangers van dit idee zijn o.a. de soefi Aziz al-Nasafi, Averroes, Arthur Schopenhauer, mysticus Meher Baba, Alan Watts, evenals enkele natuurkundigen: Erwin Schrödinger, Freeman Dyson en Fred Hoyle.

## Andere visies
Filosofen van de ordinary language philosophy zullen regelmatig deze vraag, en haar klassieke formulering als onzinnig verwerpen. Ze stellen dat dit probleem een pseudoprobleem is, voortkomend uit een verkeerd gebruik of inzicht in de taal. Men moet persoonsidentiteit niet benaderen vanuit filosofisch standpunt, en met het filosofisch jargon, maar net kijken hoe het in haar alledaags gebruik gebruikt wordt. Vertegenwoordigers van deze school zijn onder andere Gilbert Ryle en Ludwig Wittgenstein. Zo stelt Wittgenstein een gedachte-experiment voor:
"There are many uses of the word “personality” which we may feel inclined to adopt, all more or less akin. The same applies when we define the identity of a person by means of his memories. Imagine a man whose memories on the even days of his life comprise the events of all these days, skipping entirely what happened on the odd days. On the other hand, he remembers on an odd day what happened on a previous odd day, but his memory then skips the previous even days without a feeling of discontinuity. [...] Are we bound to say that here two persons are inhabiting the same body? That is, is it right to say that there are, and wrong to say that there aren’t, or vice versa? Neither. For the ordinary use of the word “person” is what one might call a composite use suitable under the ordinary circumstances. If I assume, as I do, that these circumstances are changed, the application of the term “person” or “personality” has thereby changed; and if I wish to preserve this term and give it a use analogous to its former use, I am at liberty to choose between many uses, that is, between many different kinds of analogy. One might say in such a case that the term 'personality' hasn't got one legitimate heir only."

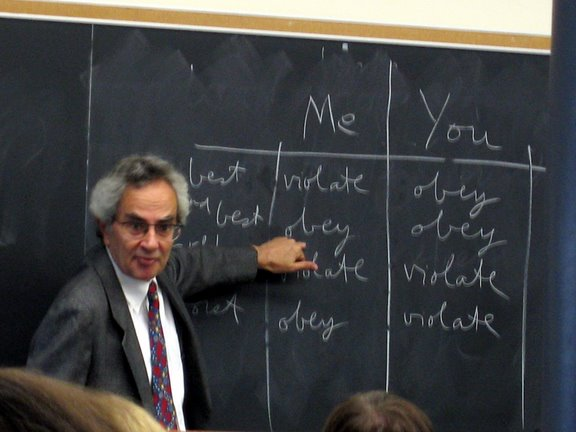
Thomas Nagel

De hedendaagse filosoof Thomas Nagel heeft zich ook beziggehouden met het probleem rond persoonsidentiteit. Hij ziet het probleem van persoonsidentiteit als een symptoom van een fundamentele spanning in de mens. De mens kan de zaken immers zowel subjectief vanuit de alledaagsheid bekijken waar zijn eigen wensen en gevoelens belangrijk lijken, maar hij kan het leven ook bekijken vanuit een meer objectief standpunt: hier lijken zijn waarden niet meer zo veel voor te stellen en verliezen vele persoonlijke aspecten hun betekenis.
Nagel zal stellen dat deze spanning ook aan de basis ligt van het probleem rond persoonsidentiteit. Hij verwerpt zowel de klassieke benaderingen als de beschrijvingen van dit probleem: alsof het gaat over de vraag of twee individuen op twee verschillende tijdstippen al dan niet dezelfde zijn. Hij verwijt dit debat dat men het veel te objectief benadert, en daarbij het persoonlijk perspectief buiten beeld laat. Nagel stelt dat, zelfs als men met succes kan bepalen of een ervaring die je morgen zal hebben onder conditie X aan dezelfde persoon die je nu bent kan worden toegeschreven, men nog altijd de intuïtieve vraag kan stellen of deze herinnering dan ook specifiek aan mij toekomt. Men moet dus volgens Nagel eveneens kunnen duidelijk maken dat die ervaringen ook aan mij toebehoren, dat ik de persoon zal zijn die de ervaring heeft. Toch wijst hij in zekere mate de hersens aan als bepalende factor, hij schrijft:
I am whatever persisting individual in the objective order underlies the subjective continuities of that mental life that I call mine [...] If my brains meets these conditions then the core of my self - what is essential to my existence - is my functioning brain. [...] I am not just my brain: I weigh more than three pounds, am more than six inches high , have a skeleton, etc. But the brain is the only part of me whose destruction I could not possibly survive. The brain, but not the rest of the animal, is essential to the self.
Samengevat botst hier dus de subjectieve visie met het specifieke idee hoe het is om "mij" te zijn, met de meer objectieve visie die personen van een extern standpunt beschrijft. Nagel stelt dat alle klassieke oplossingen hiermee te kampen hebben, zowel de oplossingen in termen van continuïteit qua ervaring als in termen van een Metafysisch Ego. Nagel gaat in zijn werk daarnaast nog intensief in op de problemen die Derek Parfit in zijn werk uiteenzet.
Iemand als Roderick Chisholm zal dan weer stellen dat het onmogelijk is een adequaat antwoord te vinden op deze vraag. Persoonsidentiteit bestaat voor om als eenvoudig en niet verder analyseerbaar fenomeen.

## Continentale filosofie
In de continentale filosofie wordt er ook nagedacht over de vraag naar persoonsidentiteit. Voorbeelden ervan zijn terug te vinden in de psycho-analyse en het structuralisme. Het komt echter ook voor in de fenomenologie, met auteurs als Edmund Husserl, Martin Heidegger en Maurice Merleau-Ponty. Merleau-Ponty zal er bijvoorbeeld op wijzen dat een persoon, en diens identiteit, nauw samenhangen met zijn lichaam. Hij sprak dan ook van een corps-sujet. Sommigen wijzen ook de filosofie van Soren Kierkegaard aan als relevant voor de vraag naar persoonsidentiteit.

Arthur Schopenhauer

### Arthur Schopenhauer
In de filosofie van Arthur Schopenhauer komt er een bijzondere visie op persoonsidentiteit naar voren, namelijk dat deze niet bestaat. In feite kan zijn visie gezien worden als een combinatie van de filosofie van Immanuel Kant en de oosterse filosofie. Net als Kant maakt Schopenhauer het onderscheid tussen de fenomenale en de noumenale orde. De fenomenale orde is dat wat wij met onze zintuigen kunnen waarnemen, terwijl de noumenale orde los staat van onze zintuigen en men er hoogstens speculatief over kan nadenken. Schopenhauer claimt echter de noumenale orde te doorgronden, en denkt achter de fenomenale orde een onpersoonlijke Wil te ontdekken die doelloos steeds nieuwe verlangens nastreeft. De mens is in deze metafysica louter een fenomenale manifestatie van deze wil en bestaat in feite niet echt: de individualiteit is eigenlijk een illusie. Het in is feite een gedachte gelijkaardig aan diegene die in de boeddhistische filosofie voorkomt en stelt dat men het Ik moet beschouwen als een golf in de zee: na een tijd verdwijnt zij weer en komen er andere golven. Ze lijkt individueel te bestaan, maar is in feite een onderdeel van het grotere geheel. In de vroege filosofie van Friedrich Nietzsche, die sterk geïnspireerd is op Schopenhauer, vindt men een gelijkaardige visie terug. Hoewel hij er in tegenstelling tot Schopenhauer een positieve boodschap uit haalt: deze analyse toont de nietigheid van de mens en kan zo het lijden van het individu relativeren en dragelijk maken.

### Psychoanalyse
Een ander voorbeeld waar men de persoonsidentiteit bestudeert, is de psychoanalyse met auteurs als Sigmund Freud en Jacques Lacan. Freud, de grondlegger van de psychoanalyse, beschrijft in zijn werk een ontstaansgeschiedenis van de mens, en dus ook van de persoon. Zo stelt Freud dat het Ik (Ich) maar een product is van het dieper liggende Es, het Es wordt Ich. Daarnaast onderscheidt hij ook nog het Über-ich, als normerende instantie van een persoon. Een persoon is bij Freud dus in zekere zin geen eenheid, maar net verdeeld tussen deze drie instanties. Een ander cruciaal gegeven bij Freud in de constitutie van een persoon is het stadium van het primair narcisme. Het jonge kind kiest hier, onbewust, zichzelf als object van zijn eigen libido. Doordat het kind zijn energie op zichzelf richt, komt het Ich tot stand.
Het was echter nog onduidelijk in het werk van Freud hoe het Ich nu net exact ontstond: waarom richt het precies zijn energie op zichzelf? Het is hier dat de verdere ontwikkelingen van Lacan een rol kunnen spelen. Lacan is een Frans psychoanalyticus en bouwt verder op het werk van Freud, dat hij echter vermengd met zijn structuralistische ideeën. Hij interpreteert daarbij het onbewuste gestructureerd als een taal. Taal is voor Lacan de voorwaarde voor het onbewuste en het onbewuste hangt samen met de taal. Het probleem van het ontstaan van het Ik lost hij op aan de hand van het spiegelstadium: wanneer een kind (tussen zes en achttien maanden) zichzelf voor de eerste maal in de spiegel ziet of zich herkent in het gedrag van een ander, bijvoorbeeld andere kinderen, identificeert hij zich met dit beeld. Deze identificatie is in zekere mate echter imaginair, want het is maar louter een beeld waarmee hij zich identificeert en niet meer. Hij is noch zijn spiegelbeeld, noch de andere persoon waarmee hij zich identificeert.
Uiteindelijk zal het kind het spiegelstadium overwinnen doordat het realiseert dat er een verschil zit tussen het visuele gegeven en dat wat het kind zelf voelt. Het kind ervaart immers dat wanneer hij zich beweegt, niet iets in de spiegel beweegt, maar naast hem. In deze overgang, waar hij het spiegelbeeld niet meer als zichzelf ziet, maar slechts als symbool van zichzelf, zal hij een grote afstand tegenover de werkelijkheid ontwikkelen. Vanaf dit moment ontstaat er dus een scheiding tussen het kind en de dingen rondom hem. Het is hier dat men volgens Lacan pas echt kan spreken van een subject. Voor Lacan valt de constitutie van het subject samen met de intrede in de symbolische orde, waarbij de taal centraal staat. Het is pas wanneer het kind niet meer zichzelf imaginair vereenzelvigd met zijn moeder of met zijn spiegelbeeld, en hij zijn persoonlijkheid vereenzelvigd met zijn naam, dat hij echt subject wordt. Deze naam wordt dan volgens Lacan niet meer door een persoon zelf bepaald, en een persoon bepaalt dus niet zelf wie hij is, maar door het systeem van de taal zelf, en in het verlengde daarvan dus door de samenleving.

### Structuralisme
Het was al opgemerkt dat Lacan veel kenmerken van het structuralisme in zijn filosofie verwerkte. Andere structuralisten hebben zich echter ook uitgesproken over het ontstaan van het subject. Zo plaatst het structuralisme het subject (of breder de mens) niet centraal. Er wordt daarentegen net betoogd dat de categorie subject een sociale constructie is. Sommige structuralisten willen zelfs zo ver gaan om het hele concept van een vrij persoon onderuit te halen en zelfs af te schaffen. Iemand als Claude Lévi-Strauss zal bijvoorbeeld betogen dat de voornaamste rol van de menswetenschappen niet is de mens de constitueren maar hem net te ontbinden. Een andere structuralist, de marxist Louis Althusser zal dan weer stellen dat het subject een product is van de (heersende) ideologie.
Ook filosoof en historicus Michel Foucault stelde in zijn werk les mots et les choses (1966) dat het hedendaagse beeld van een persoon als uitermate belangrijk en een centraal intuïtief gegeven, slechts een product is van onze cultuur. Foucault gaat zelf zo ver dat hij uiteindelijk de mens in zekere mate dood verklaart en spreekt over het einde van de mens (l'homme est fini).
Het is bij het structuralisme echter de vraag in hoeverre men hier iets als persoonsidentiteit als zodanig ontkent, of slechts bepaalde soorten opvattingen van persoonsidentiteit. Structuralisten lijken althans te stellen dat men een persoon niet kan zien als een volledig vrij persoon, en ook stelt ze dat de introspectie, waarvan analytische auteurs toch lijken te vertrekken, niet zo zeker en helder is als ze op het eerste gezicht lijkt. Deze introspectie wordt volgens structuralisten immers gekleurd door de taal en de aanwezige maatschappelijke structuren.